# 68 Tauri
68 Tauri, nota anche come δ3 Tauri, è una stella bianca di sequenza principale di magnitudine +4,30, situata nella costellazione del Toro. È una variabile Alfa2 Canum Venaticorum, di classe spettrale variabile fra A2IV e A1V. Fa parte dell'ammasso aperto delle Iadi. Si tratta in realtà di un sistema stellare multiplo distante circa 148 anni luce dal sistema solare.

## Osservazione

68 Tauri è visibile nell'immagine in alto a sinistra. Le altre due stelle sono la gigante giallo-arancione Hyadum II (a destra) e (al centro).

La sua declinazione comporta che possa essere osservata, nell'emisfero boreale, soprattutto nei mesi autunnali e invernali. Nell'emisfero sud, per via della sua alta declinazione e tenue luminosità, è osservabile con difficoltà.
La sua magnitudine pari a 4,30 fa sì che possa essere scorta a occhio nudo solo con un cielo sufficientemente libero dagli effetti dell'inquinamento luminoso.
68 Tauri appare piuttosto vicina ad altre due stelle della costellazione del Toro, Hyadum II e 64 Tauri, con le quali condivide la designazione δ Tauri nella nomenclatura di Bayer.

## Moto proprio e caratteristiche fisiche
68 Tauri si muove lungo un'orbita intorno al centro galattico ad una velocità di 47 km/s relativa al Sole, solidalmente con le altre stelle dell'ammasso delle Iadi. La proiezione dell'orbita sul piano galattico fa sì che la stella percorra la sua orbita mantenendosi a una distanza compresa fra 20200 e 26900 anni luce dal centro della Galassia.
La massima vicinanza dal nostro sole fu raggiunta 786 000 anni fa quando brillava di magnitudine pari a 3,03 e distava appena 83 anni luce dal nostro sistema solare.
68 Tauri è una stella multipla, la cui principale è una subgigante bianca con una compagna di magnitudine 7,79 ad appena 1,4 secondi d'arco da essa, che alla distanza alla quale si trova corrispondono circa 70 UA. Il Washington Double Star Catalog include una terza componente, visuale, nel sistema: 68 Tauri C, che si trova a circa 77" dalla coppia principale e ha magnitudine pari a 11,128; Se anche questa fosse legata gravitazionalmente alla coppia A-B, la distanza dalla principale sarebbe di circa 3900 UA.
La sua metallicità (abbondanza di Fe) è circa 0,20 (158,5% del Sole).

## Occultazioni
Per la sua posizione prossima all'eclittica è talvolta soggetta ad occultazioni da parte della Luna e, più raramente, dei pianeti, generalmente quelli interni.
L'ultima occultazione lunare avvenne il 7 marzo 2014.